# 源清光
源 清光（みなもと の きよみつ）は、平安時代末期の武将。甲斐源氏3代当主。黒源太、逸見清光、武田清光とも呼ばれる。

## 生涯
父は武田冠者・源義清。逸見光長・武田信義・加賀美遠光・安田義定・浅利義遠ら多くの子がある（※遠光と義定は弟で養子としたとする説もある（『吾妻鏡』））。
義光の次男であった父の義清は常陸国那珂郡武田郷（茨城県ひたちなか市武田）を本拠とし武田冠者を称しており、清光も武田郷で生まれる。保安5年（1124年）、源義国の加冠によって15歳で元服。大治5年（1130年）、清光は一族の佐竹氏（伯父佐竹義業の系統）と争い、朝廷より父とともに常陸から追放され、甲斐国八代郡市河荘（山梨県西八代郡市川三郷町）へ移る（源師時の日記『長秋記』、『尊卑分脈』による）。義清・清光は市河荘内の平塩岡（市河三郷町市川大門）に館を構え、義清は市河荘司となっている。なお、中巨摩郡昭和町西条に鎮座する義清神社は義清が晩年に居住した館跡とする説がある。義清・清光は甲斐国北西部（現在の北杜市）の逸見荘へ進出し、逸見冠者を称する。
清光は保元の乱や平治の乱など源氏の一族も関わっている中央の争乱には参加せず、甲斐国での勢力拡大に務めた。八ヶ岳南麓の逸見荘は古代官牧逸見牧が発達しており、現在の山梨県北杜市長坂町に館を構え、詰城として谷戸城（北杜市大泉町谷戸）を築城したという。なお、清光の居館は北杜市須玉町若神子とする説もある。59歳で死去。山梨県北杜市長坂町大八田に所在する清光寺には清光の墓所がある。
清光の子孫らは甲府盆地の各地へ進出し、各地域の地名を姓とし逸見氏・武田氏・加賀美氏・安田氏・浅利氏といった甲斐源氏の諸支族の祖となった。武田氏は後に甲斐源氏の中心氏族となるが、武田姓の名乗りに関しては父の義清は常陸国において既に名乗っていたと言われ（志田諄一『勝田市史』、検討の余地も指摘される）、甲斐武田氏の祖となる清光の子信義が武田八幡宮（山梨県韮崎市）において元服した際に称したと言われるが、清光に関しては逸見姓を名乗り武田を称した形跡のないことが指摘され、義清の孫にあたる信義が継承したと考えられている。光長に継承された逸見氏は信義の武田氏が躍進して衰退したと考えられているが、その後は支族の動向が確認できるものの直系に関しては不明とされている。

## 源義清・清光父子の甲斐入国の経緯
源清光が父・義清と共に甲斐に移った経緯について、『尊卑分脈』や「武田系図」には義清・清光父子は甲斐国市河荘に配流されたと記されている。これに対して、『甲斐国志』には「義清が初め官を授かり市川郷に入部したるを誤りて京師より還さると憶ひ、配流と記したるならん、必ず流罪には有るべからず」（原文は片仮名交じり文）と説明している。
これに対して、志田諄一は清光の「黒源太」の異名の由来を「黒」＝「悪」と推定して、久寿2年（1155年）の大蔵合戦において叔父の源義賢を滅ぼした「悪源太」源義平と通じる物として捉え、清光とたびたび軍事的に衝突してきた国衙（当時の国司は藤原盛輔）や武田郷周辺を巡って勢力争いをしていた大掾氏などの常陸平氏が清光の排除を企て、大治5年（1130年）に朝廷に訴え出た結果、かねてからの清光の濫行を理由として父子が流罪に処せられたと主張した。
志田の指摘した大治5年の事件が義清・清光が甲斐に移される原因になったとする説は今日では通説となっているが、いくつかの異論も指摘されている。五味文彦は当時の規定で甲斐は流罪の配流先には指定されておらず、また当時の甲斐の知行国主である藤原長実が義清の関係者と考えられることから、義清父子は流罪ではなく対立した紛争当事者達との隔離のために移郷（他国への追放）処分が取られたと主張した。また、高橋修も当時の大掾氏による常陸大掾職の世襲を否定する立場から、この事件における常陸平氏の関与を疑問視する立場を取っている。

## 系譜
- 祖父：源義光
- 父：源義清
- 母：源兼宗娘
- 妻：不詳
  - 長男：逸見光長（1128-?）
  - 次男：武田信義（1128-1186?）
  - 男子：加賀美遠光 - 弟とも
  - 男子：安田義定 - 弟とも
  - 男子：二宮清隆
  - 男子：河内義長
  - 男子：田井光義（1124?-1213）
  - 男子：曾禰厳尊 - 別名：玄尊
  - 男子：奈胡義行 - 姓は奈古とも
  - 男子：浅利義遠（1149-1221） - 別名：義成
  - 男子：八代信清 -
  - 男子：利見義氏
  - 男子：河内長義
  - 男子：源道光
  - 男子：源光賢